# Інверуно
Інверуно (італ. Inveruno) — муніципалітет в Італії, у регіоні Ломбардія,  метрополійне місто Мілан.
Інверуно розташоване на відстані близько 500 км на північний захід від Рима, 28 км на захід від Мілана.
Населення — 8612 осіб (2014).
Щорічний фестиваль відбувається 11 листопада. Покровитель — святий Мартин.

## Демографія
Населення за роками:

Станом на 1 січня 2023 року в муніципалітеті офіційно проживав 521 іноземець з 47 країн, серед них 95 громадян країн Євросоюзу та 79 громадян України.

## Сусідні муніципалітети
- Арконате
- Бускате
- Бусто-Гарольфо
- Казореццо
- Куджоно
- Мезеро
- Оссона